# Club Patín Gijón Solimar
El Club Patín Gijón Solimar, actualmente Telecable Hockey Club por motivos de patrocinio, es un club deportivo de hockey sobre patines con sede en Gijón, Asturias (España). Tiene equipos sénior masculino y femenino, junior, juvenil, infantil, alevín, benjamín, prebenjamín y micro. El equipo más destacado es el equipo sénior femenino, que compite al máximo nivel en su categoría, la OK Liga Femenina, y la Copa de la Reina. El equipo sénior masculino lo hace en la OK Liga Bronce.

## Historia
Nació en el año 1995, tomando el relevo de Club Patín Algodonera-81, que había sido el único club de Gijón después de la desaparición del hockey sobre patines en el Colegio Inmaculada con Enrique Gabiñáu Molas al frente.
Dentro del club pronto empezó a destacar el equipo femenino, que consiguió el título de la Liga Norte Astur-gallega en la temporada 2002-2003, clasificándose para participar por primera vez en el Campeonato de España. Ganó de nuevo el título en la temporada siguiente, y consiguió el patrocinio de la empresa asturiana Biesca Armarios Integrados, por lo que su denominación comercial pasó a ser Biesca Gijón, denominación que mantuvo hasta enero del 2014, cuando se pasó a denominar Hostelcur Gijón HC. Al término de la temporada 2017-18 cambió de patrocinador, que pasó a ser Telecable, y, por lo tanto, de denominación nuevamente, a la actual de Telecable Hockey Club.  
En las temporadas 2005-06 y 2006-07 quedaron subcampeonas del Campeonato de España.
La evolución del hockey sobre patines femenino generó la aparición de la Copa de Europa de hockey sobre patines femenino en la temporada 2006-07 y de la sección femenina de la OK Liga en la 2008-09. Ambos trofeos fueron ganados en su primera edición por el Biesca Gijón. 
La OK Liga fue el primer título nacional cosechado por el club, en la temporada 2008-09. Posteriormente ocupó el segundo puesto en la temporada 2009-10 y el cuarto en la 2010-11. En la temporada 2016-17 volvió a ganar el título.
La competición continental es en donde más ha destacado el equipo asturiano, que ha estado presente en todas las fases finales disputadas, ganando en seis ocasiones: En 2007 tras ganar al CE Arenys de Munt en la prórroga; en 2009 derrotando al CP Voltegrá en los penaltis; en 2010, jugando en casa, dejando fuera al RSC-Cronenberg e.V. alemán en semifinales y al CP Alcorcón en la final;; en 2012, en Sintra, al vencer al Girona Club de Hoquei por 3-0; en 2018, en Lisboa, venciendo por 3-4 al conjunto anfitrión, el Sport Lisboa e Benfica; y en 2023, en Lisboa, imponiéndose al Generali Palau por 6-3 en semifinales y al Vila-Sana por 6-1 en la final.
En 2011 también había llegado a la final, pero cayó 2-1 ante el CP Voltregà en la prórroga. En 2017, en el décimo aniversario de la primera Copa de Europa conseguida, la Final Four se celebró en Gijón, y en esta ocasión quedaría subcampeón al perder contra el CP Voltregà por 1-0. 
La Copa de la Reina es el gran trofeo que más tardó en conseguir el club, pues no lo ganó hasta su séptima edición, en febrero de 2012, cuando venció al Reus Deportiu en semifinales y al CP Voltregá en la final, contra quien ya había disputado las finales de 2007 y 2008. Repitió título al año siguiente, cuando venció al CP Voltregá en semifinales y al CP Alcorcón en la final. En 2016 repitió triunfo tras ganar al CP Voltregá en semifinales y al Hoquei Club Palau de Plegamans en la final. Su quinta copa llegaría en 2023, tras vencer de nuevo al HC Palau de Plegamans.
En diciembre de 2018 disputó la Copa Intercontinental de hockey sobre patines, ganando en semifinales al Andes Talleres Sport Club por 4-3 y perdiendo 4-2 en la final ante el Concepción Patín Club, que había derrotado al Sport Lisboa e Benfica también por 4-3, en semifinales.
El 24 de febrero de 2019 se proclamó campeón de la Copa de la Reina al imponerse en la final al CH Cerdanyola por 7 a 3.
El 11 de septiembre de 2022 el equipo consigue alzarse con la Supercopa de España, en su segunda edición, al vencer por 1 a 0 al Palau de Plégamans.
En 2023 ganó la liga, la Copa, la Copa de Europa y la Supercopa de España.
En 2024 gana la Copa Intercontinental tras derrotar al Deportivo Aberastain argentino en semifinales y al Palau de Plegamans en la final.

## Jugadores

### Plantel femenino
Plantel de la temporada 2022-23 según el portal de estadísticas deportivas CeroaCero.

#### Porteras
- 1  Victoria Novo
- 20  Fernanda Hidalgo

#### Defensas/Medios
- 2  Natasha Lee
- 5  Sara González Lolo
- 22  Sara Roces
- 26  Catarina Ferreira
- 78  Judith Cobian

#### Delanteras
- 6  Marta Piquero
- 7  Rebeca González
- 9  Nuria Obeso

## Palmarés

### Palmarés nacional
- 4 OK Ligas (2009, 2017, 2018, 2023)
- 5 Copas de la Reina (2012, 2013, 2016, 2019 y 2023)
- 2 Supercopas de España (2022, 2023)
- 3 Subcampeonatos de OK Liga (2010, 2013 y 2022)
- 5 Subcampeonatos de Copas de la Reina (2007, 2008, 2017, 2018 y 2024)
- 2 Subcampeonatos de España (2006 y 2007)

### Palmarés internacional
- 6 Copas de Europa (2007, 2009, 2010, 2012, 2018 y 2023)
- 3 Subcampeonatos de Copas de Europa (2011, 2017 y 2022)
- 1 Copa Intercontinental (2024)
- 1 Subcampeonato de Copa Intercontinental (2018)